# H-12 (航空機)
H-12
YH-12B
- 製造者：ベル・ヘリコプター
- 運用者： アメリカ合衆国（アメリカ空軍）
- 初飛行：1946年
- 生産数：13機[1]
- ユニットコスト：17万5,000USドル[1](YR-12)

ベル H-12（Bell H-12、元の名称はBell R-12、社内名称Model 48）は、ベル・ヘリコプター社により製造された1940年代のアメリカ合衆国の軍用汎用ヘリコプターである。

## 設計と開発
1946年にベル・ヘリコプター社はモデル 47よりかなり大型で、大型化したそのローター機構を利用した新しい汎用ヘリコプターであるモデル 42の開発に取り掛かった。3機の試作機を製造したが、深刻なローター関連の不具合と機械機構の複雑さから量産には入れなかった。
モデル 42の最初の派生型は民間仕様であったが、アメリカ空軍はその軍用仕様であるモデル 48の開発を命じ、出力540 hp (403 kW)のプラット・アンド・ホイットニー R-1340-AN-1 星形エンジンを1基搭載した5座機をXR-12として2機発注した。構造上はモデル 42と非常に似通っていたモデル 48であったが、そのローターマストはより短いものとなっていた。R-12Aの名称で34機の量産が命じられたが、これは1947年にキャンセルされた。
2名のパイロットと8名分の座席を備え、更に強力な出力600 hp (447 kW)のプラット・アンド・ホイットニー R-1340-55エンジンを搭載した別の大型化版試作機（XR-12B、モデル 48A）が発注され、その後に自動車の様な機首を持つモデル 42やXR-12とは異なるガラス張りの機首を備えた前量産機型のYR-12Bが10機発注された。飛行試験が実施されている期間にこのヘリコプターはH-12と改称されたが、ブレード・ウィービング（blade weaving）とローターガバナーのお粗末な性能による主ローターの不具合のために試験結果は満足のいくものではなかった。

## 運用の歴史
量産型のH-12は製造されなかったが、試作機と前量産型機は様々な試験や開発プログラムに使用された。

## 派生型
モデル 42
ベル社が当初目指した5座の民間向け豪華ヘリコプター。3機の試作機が製作されたが、深刻な問題により生産はされなかった。
モデル 48
モデル 42の軍用仕様の社内名称。R-12と命名。XR-12として2機が製作されたが、34機分の生産契約は1947年にキャンセル。
モデル 48A
モデル 48に600 hpの高出力エンジンを搭載した10座の派生型。1機のXR-12B/XH-12B試作機が製作され、YR-12B/YH-12Bとして前量産型が10機製作された。
XR-12
試作機。XH-12と改称。2機製造。
R-12A
量産型。発注された34機はキャンセル。
XR-12B
より強力なエンジンを搭載し、座席数を増した試作機。XH-12B と改称。1機製造。
YR-12B
R-1340-55エンジンを搭載したXR-12B。YH-12Bに改称され10機製造。
XH-12
1947年にXR-12を改称。
XH-12B
1947年にXR-12Bを改称。
YH-12B
1947年にYR-12Bを改称。

## 運用
アメリカ合衆国
- アメリカ空軍[3]

## 要目 (XR-12B)
出典: Bell Aircraft since 1935
諸元
- 乗員: 1
- 定員: ９名
- 全長: 17.30 m （56 ft 9 in）
- 全高: 3.4354 m （11 ft 3.25 in）
- ローター直径: 14.48 m （47 ft 6 in）
- 運用時重量: 2,851 kg （6,286 lb）
- 動力: プラット・アンド・ホイットニー R-1340-55 星形エンジン、450 kW （600 hp）   × 1

性能
- 最大速度: 169 km/h （91 kn） 105 mph
- 巡航速度: 145 km/h （78 kn） 90 mph
- 航続距離: 483 km （261 nmi） 300 mi
- 実用上昇限度: 4,572 m （15,000 ft）
- 12,800 ft (3,901 m) service ceiling、Hover ceiling: 4,350 ft (1,326 m)